# Manea (Royaume-Uni)
Pour les articles homonymes, voir Manea.
Manea est une paroisse civile et un village du Cambridgeshire, en Angleterre.